# Salt Lake City Stars
Salt Lake City Stars (en español: Estrellas de Salt Lake City) es un equipo de baloncesto estadounidense que juega en la NBA G League, la liga de desarrollo auspiciada por la NBA. Tienen su sede en la localidad de Salt Lake City, en el estado de Utah.

## Historia

### CBA
Los Idaho Stampede (estampida en castellano) fueron fundados en el año 2001, y formaron parte de la Continental Basketball Association, conocida como la CBA, una liga menor. Allí permanecieron durante 6 temporadas, siendo su mayor éxito en 2004, cuando alcanzaron la final, siendo derrotados por los Dakota Wizards.

### NBA D-League
A finales de la temporada 2005-2006 anunciaron que se unían a la NBA D-League. en su primera temporada en la liga, se han proclamado campeones de la División Oeste.
En la temporada 2006-2007, consiguen el título de división cayendo en la final de división ante Colorado 14ers
En la temporada 2007-2008, se proclamaron campeones de la NBA D-League
En la temporada 2008-2009, cayeron en cuartos de final ante Austin Toros

## Dorsales retirados
El 30 de julio de 2009, Idaho Stampede retiró el dorsal 32, perteneciente a Randy Livingston, quien fue MVP de la NBA D-League en la temporada 2006-07, ese mismo año ganaron el campeonato de la NBA D-League

## Trayectoria
| Idaho Stampede       |                   |                   |                                        |                   |         |         |         |                                                                              |
| 1997–98              | CBA               | National          | Bobby Dye                              | 4º                | 25      | 31      | .446    | Pierde 1.ª ronda (Fort Wayne) 3–2                                            |
| 1998–99              | CBA               | National          | Russ Bergman                           | 4º                | 25      | 31      | .446    | Pierde 1.ª ronda (Sioux Falls) 3–2                                           |
| 1999–2000            | CBA               | National          | Russ Bergman (9–17) Rory White (10–20) | 5º                | 19      | 37      | .339    |                                                                              |
| 2000–01^             | CBA               | National          | Rory White                             | 1º                | 17      | 7       | .708    |                                                                              |
| 2001–02              | No jugó           | No jugó           | No jugó                                | No jugó           | No jugó | No jugó | No jugó | No jugó                                                                      |
| 2002–03              | CBA               | National          | Rory White                             | 3º                | 17      | 31      | .354    |                                                                              |
| 2003–04              | CBA               |                   | Larry Krystkowiak                      | 2º                | 34      | 14      | .708    | Gana Semifinales (Gary) 3–1 Pierde Finales de la CBA (Dakota) 132–129        |
| 2004–05              | CBA               | Western           | Joe Wolf                               | 3º                | 23      | 25      | .479    |                                                                              |
| 2005–06              | CBA               | Western           | Joe Wolf                               | 3º                | 25      | 23      | .521    | Pierde Round-Robin (1–2)                                                     |
| 2006–07              | D-League          | Western           | Bryan Gates                            | 1º                | 33      | 17      | .660    | Pierde Semifinales (Colorado) 94–91 (OT)                                     |
| 2007–08              | D-League          | Western           | Bryan Gates                            | 1º                | 36      | 14      | .720    | Gana Semifinales (Los Angeles) 97–90 Gana Finales de la D-League(Austin) 2–1 |
| 2008–09              | D-League          | Western           | Bryan Gates                            | 2º                | 31      | 19      | .620    | Pierde 1.ª ronda (Austin) 119–116 (OT)                                       |
| 2009–10              | D-League          | Western           | Bob MacKinnon                          | 6º                | 25      | 25      | .500    |                                                                              |
| 2010–11              | D-League          | Western           | Randy Livingston                       | 7º                | 24      | 26      | .480    |                                                                              |
| 2011–12              | D-League          | Western           | Randy Livingston                       | 8º                | 21      | 29      | .420    |                                                                              |
| 2012–13              | D-League          | Western           | Mike Peck                              | 4º                | 19      | 31      | .380    |                                                                              |
| 2013–14              | D-League          | Western           | Mike Peck                              | 4º                | 24      | 26      | .480    |                                                                              |
| 2014–15              | D-League          | Western           | Dean Cooper                            | 5º                | 9       | 41      | .180    |                                                                              |
| 2015–16              | D-League          | Western           | Dean Cooper                            | 4º                | 20      | 30      | .400    |                                                                              |
| Salt Lake City Stars |                   |                   |                                        |                   |         |         |         |                                                                              |
| 2016–17              | D-League          | Western           | Dean Cooper                            | 5º                | 14      | 36      | .280    |                                                                              |
| 2017–18              | G League          | Western           | Martin Schiller                        | 4º                | 16      | 34      | .320    |                                                                              |
| 2018–19              | G League          | Southwest         | Martin Schiller                        | 2º                | 27      | 23      | .540    | Pierde 1.ª ronda (Oklahoma City) 113–118                                     |
| 2019–20              | G League          | Southwest         | Martin Schiller                        | 1º                | 30      | 12      | .714    | Temporada cancelada por la pandemia de COVID-19                              |
| 2020–21              | G League          | —                 | Nathan Peavy                           | 17º               | 4       | 11      | .267    |                                                                              |
| 2021–22              | G League          | Western           | Nathan Peavy                           | 13º               | 9       | 23      | .281    |                                                                              |
| 2022–23              | G League          | Western           | Scott Morrison                         | 4º                | 20      | 12      | .625    | Pierde cuartos de final (Sioux Falls) 107–115                                |
| 2023–24              | G League          | Western           | Steve Wojciechowski                    | 5º                | 20      | 14      | .588    | Pierde cuartos de final (Santa Cruz) 111-113                                 |
| Temporada regular    | Temporada regular | Temporada regular | Temporada regular                      | Temporada regular | 581     | 622     | .483    | 1997–presente                                                                |
| Playoffs             | Playoffs          | Playoffs          | Playoffs                               | Playoffs          | 10      | 14      | .417    | 1997–presente                                                                |

^=Debido a problemas financieros, la CBA quebró temporalmente, haciéndose efectivo el final de temporada.

## Afiliados de la NBA

### Idaho Stampede
- Denver Nuggets (2009–2012)
- Portland Trail Blazers (2007–2014)
- Seattle SuperSonics (2006–2008)
- Toronto Raptors (2008–2009)
- Utah Jazz (2006–2007, 2011–2012, 2014–2016)

### Salt Lake City Stars
- Utah Jazz (2016–presente)